# Мок, Жюль
Жюль Сальвадор Мок (фр. Jules Salvador Moch; 15 марта 1893, Париж — 1 августа 1985, Париж) — французский политик и государственный деятель.

## Биография
Родился 15 марта 1893 года, в Париже, в еврейской семье французского офицера: отец — капитан, дед, тоже Жюль  — полковник. Его отец, Гастон Мок также был дрейфусаром, эсперантистом и пропагандистом теории относительности. Мать — Ребекка Алис Понтремоли.
В Политехнической школе получил инженерное образование. Также выучился на адвоката. Вместе с другими выпускниками парижской политехники вошёл в группу X-Crise, отстаивавшую технократическое и плановое регулирование капиталистической экономики.
В 1924 году вступил в СФИО и посетил СССР, но остался антикоммунистом.
В 1928 году Жюль Мок избран депутатом Национального собрания Франции. С 1933 года добивался приглашения на работу во Францию Альберта Эйнштейна, но когда в 1938 году тому наконец предложили возглавить созданную под него кафедру математической физики в Коллеж де Франс, он отказался.
В 1937 году Мок был заместителем госсекретаря в правительстве Леона Блюма, а в 1938 году был назначен министром общественных работ.
Во время Второй мировой войны, после вторжения вермахта во Францию, Мок 10 июля 1940 года в числе 80 депутатов голосует против предоставления Анри Филиппу Петену чрезвычайных полномочий. За критику режима Виши был посажен в тюрьму, однако позднее отпущен. После этого Мок вступил в движение Сопротивления.
После войны, в нескольких кабинетах министров занимал различные министерские должности (в том числе министра обороны и министра внутренних дел). На должности последнего, проявил большую жесткость при подавлении мощного забастовочного движения осенью 1948 года. В октябре 1949 года был кандидатом на  пост главы правительства, однако не был утвержден Национальным собранием.
Жюль Мок представлял Францию на сессиях Организации Объединённых Наций в период с 1947 по 1960 год.
С 1949 по 1950 год — вице-премьер в правительстве Рене Мейера.
В течение десяти лет, с 1951 по 1961 год, Жюль Мок исполняет обязанности постоянного представителя Франции в Комиссии по разоружению.
Жюль Мок был одним из ведущих идеологов Социалистической партии Франции, пока не покинул её в 1975 году. Согласно БСЭ, характерной чертой политических и экономических взглядов Жюля Мока «являлась фетишизация научно-технического прогресса, который рассматривается им как фактор коренной трансформации закономерностей развития буржуазного общества в условиях государственно-монополистического капитализма. По мнению Мока, вмешательство государства и профсоюзов в условиях буржуазного строя способно сделать заработную плату „социальной“, то есть полностью отвечающей затратам труда». Эти взгляды отображены и в ряде его книг.
В 1956 году вторично посетил Советский Союз. По итогам поездки написал книгу «СССР открытыми глазами», изданную в Париже в 1956 году. В книге даётся подробная характеристика СССР эпохи Оттепели. В 1957 году книга была издана в русском переводе в изд-ве иностранной литературы в Москве для рассылки «по специальному списку».
В 1975 году вышел из социалистической партии Франции.
Жюль Мок скончался 1 августа 1985 года, в возрасте девяноста двух лет, в столице Франции Париже.

## Семья
Супруга: Джермейн Пикара, убеждённая феминистка, одна из первых женщин-адвокатов Франции, активная сторонница движения за права женщин во Франции и в Европе.